# Ферченс (Пенсилванија)
Ферченс (енгл. Fairchance) град је у америчкој савезној држави Пенсилванија.

## Демографија
По попису из 2010. године број становника је 1.975, што је 199 (-9,2%) становника мање него 2000. године.
| Група             | 2000.         | 2010.         |
| Белци             | 2.073 (95,4%) | 1.886 (95,5%) |
| Афроамериканци    | 60 (2,8%)     | 54 (2,7%)     |
| Азијати           | 2 (0,1%)      | 0 (0,0%)      |
| Хиспаноамериканци | 11 (0,5%)     | 11 (0,6%)     |
| Укупно            | 2.174         | 1.975         |